# Гельман Борис Никодимович
Борис Нікодимович Гельман (22 серпня 1935, Унгени, Бессарабія — 14 вересня 2021) — радянський і російський журналіст, публіцист, письменник, редактор газети «Розсвіт» Севастопольської єврейської громади; капітан 2-го рангу ВМФ Росії у відставці.
Заслужений працівник культури України. Заслужений журналіст міста Севастополя (2019).

## Біографія
Заступник редактора газети «За Батьківщину» Новоземельської військово-морської бази ВМФ СРСР (1969—1972).
Начальник відділу культури газети Чорноморського флоту ВМФ СРСР 1983—1986.

## Нагороди
- Заслужений працівник культури України.
- Заслужений журналіст міста Севастополя (2019)[1].
- Відзначено Почесною грамотою міської адміністрації Севастополя та дипломом міського форуму «Громадське визнання».
- Творча діяльність Бориса Гельмана відзначена дипломом Єврейської ради України та Почесним дипломом Яд-Вашем — Єрусалимського інституту пам'яті Катастрофи та Героїзму.

## Твори
- На вогненній землі (Герої Радянського Союзу — євреї в битвах за Севастополь). — Севастополь, 1999.
- Дорогу здолає той, хто йде. Кримчани на Землі Обітованої. — Севастополь, 1999.
- Забуттю не підлягає (збірка нарисів та документів про пам'ятник воїнам-євреям — учасникам оборони Севастополя у роки Кримської війни 1854—1855 років). — Севастополь, 2000.
- Причина смерті — розстріл. Холокост у Севастополі. — Севастополь, 2004.
- На вогняних рубежах та фарватерах (про євреїв — учасники оборони та звільнення Севастополя у 1941—1944 роках). — Севастополь, 2004.
- Зов, що кличе до повстання. Абба Ковнер — герой єврейського опору. — Севастополь, 2008.